# Smrkovecita
La smrkovecita és un mineral de la classe dels fosfats, que pertany al grup de l'atelestita. Rep el nom de Smrkovec, a la República Txeca, la seva localitat tipus.

## Característiques
La smrkovecita és un fosfat de fórmula química Bi₂(PO₄)O(OH). Va ser aprovada com a espècie vàlida per l'Associació Mineralògica Internacional l'any 1993. Cristal·litza en el sistema monoclínic. La seva duresa a l'escala de Mohs es troba entre 4 i 5.
Segons la classificació de Nickel-Strunz, la smrkovecita pertany a «08.BO: Fosfats, etc. amb anions addicionals, sense H₂O, només amb cations de mida gran, (OH, etc.):RO₄ sobre 1:1» juntament amb els següents minerals: nacafita, preisingerita, petitjeanita, schumacherita, atelestita, hechtsbergita, kombatita, sahlinita, heneuïta, nefedovita, kuznetsovita, artsmithita i schlegelita.

## Formació i jaciments
Va ser descoberta a Smrkovec, al mont Slavkovský Les, dins el districte de Cheb (Regió de Karlovy Vary, República Txeca). També ha estat descrita a la propera Jáchymov. Aquests dos indrets són els únics de tot el planeta on ha estat descrita aquesta espècie mineral.